# Été 80 - Rio do Brasil
Été 80 - Rio do Brasil è una raccolta della cantante francese Dalida pubblicata nel 1980 da Carrere.
Come indica il nome stesso, nell'album sono raccolte alcune delle maggiori hit estive interpretate da Dalida, tra cui la celebre Laissez-moi danser, che tutt'oggi è molto apprezzata soprattutto in Francia ed assieme ad altri pezzi famosi, costituisce uno dei biglietti da visita del repertorio della cantante.

## Tracce
Lato A
1. Rio do Brasil
2. Anima mia
3. Il faut danser reggae
4. Remember... c'était loin
5. Monday, Tuesday… Laissez-moi danser

Lato B
1. Gigi in Paradisco
2. Vado via
3. Génération 78 (medley)
4. Helwa ya baladi
5. Comme disait Mistinguett